# Pete Smith
Peter David "Pete" Smith (nascido em 1 de maio de 1944) é um ex-ciclista britânico. Representou o Reino Unido dos 100 quilômetros da prova de contrarrelógio nos Jogos Olímpicos da Cidade do México 1968.